# Museum of Northern California Art

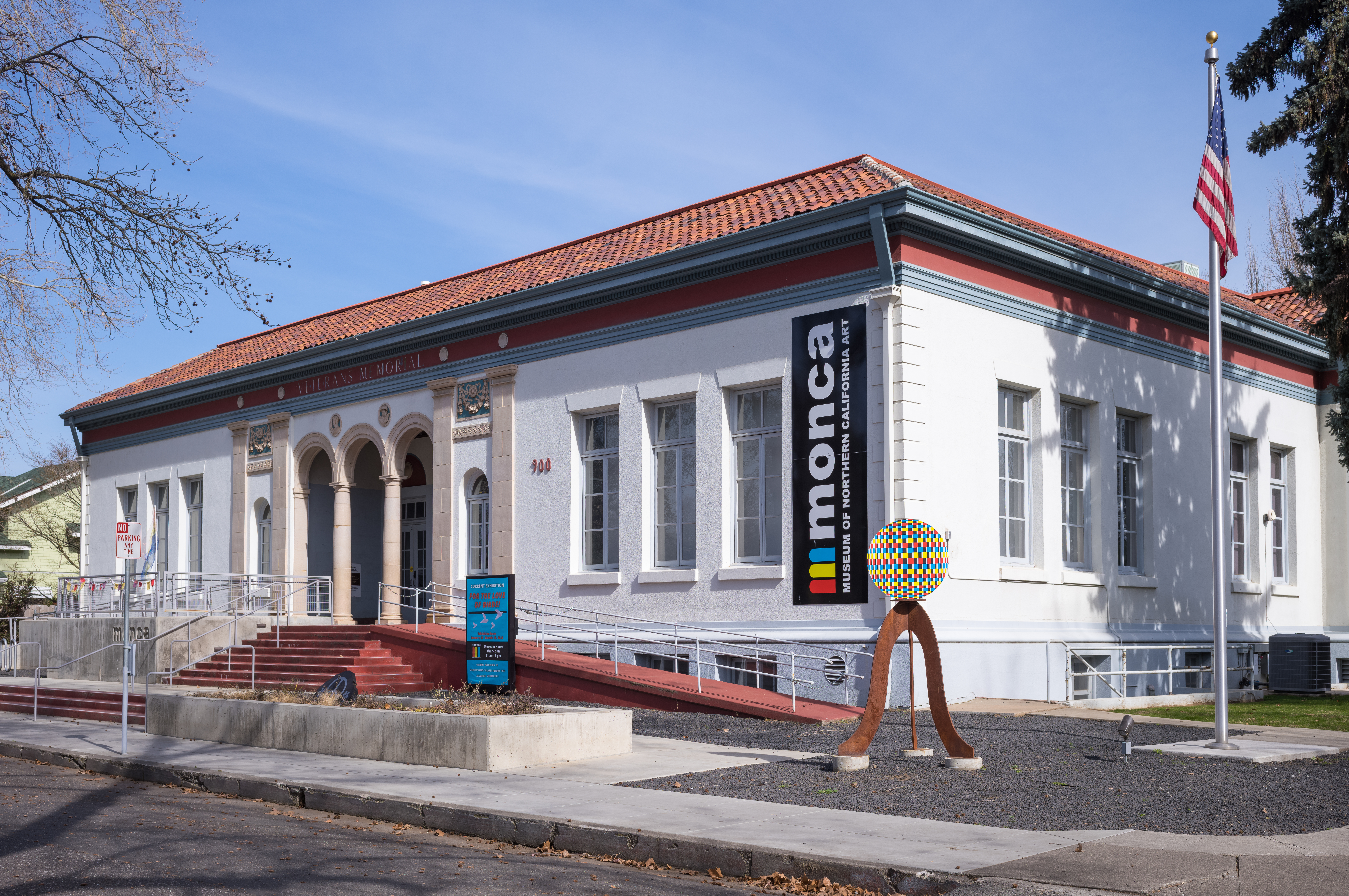
Das Museum of Northern California Art im Februar 2023

Das Museum of Northern California Art (kurz: „monca“) in Chico im US-Bundesstaat Kalifornien ist ein 2011 gegründetes Kunstmuseum für Bildende Kunst, das sich dem Ziel widmet, nordkalifornische Künstler durch Sammlungen, Ausstellungen und Bildungsprogramme bekannter zu machen. Seit 2017 ist es in der ehemaligen Veterans Memorial Hall am Rande der Esplanade, einer der zentralen Alleen Chicos, untergebracht. Das Museum wird als gemeinnütziges Unternehmen betrieben und von einem ehrenamtlichen Aufsichtsrat geleitet.

## Geschichte

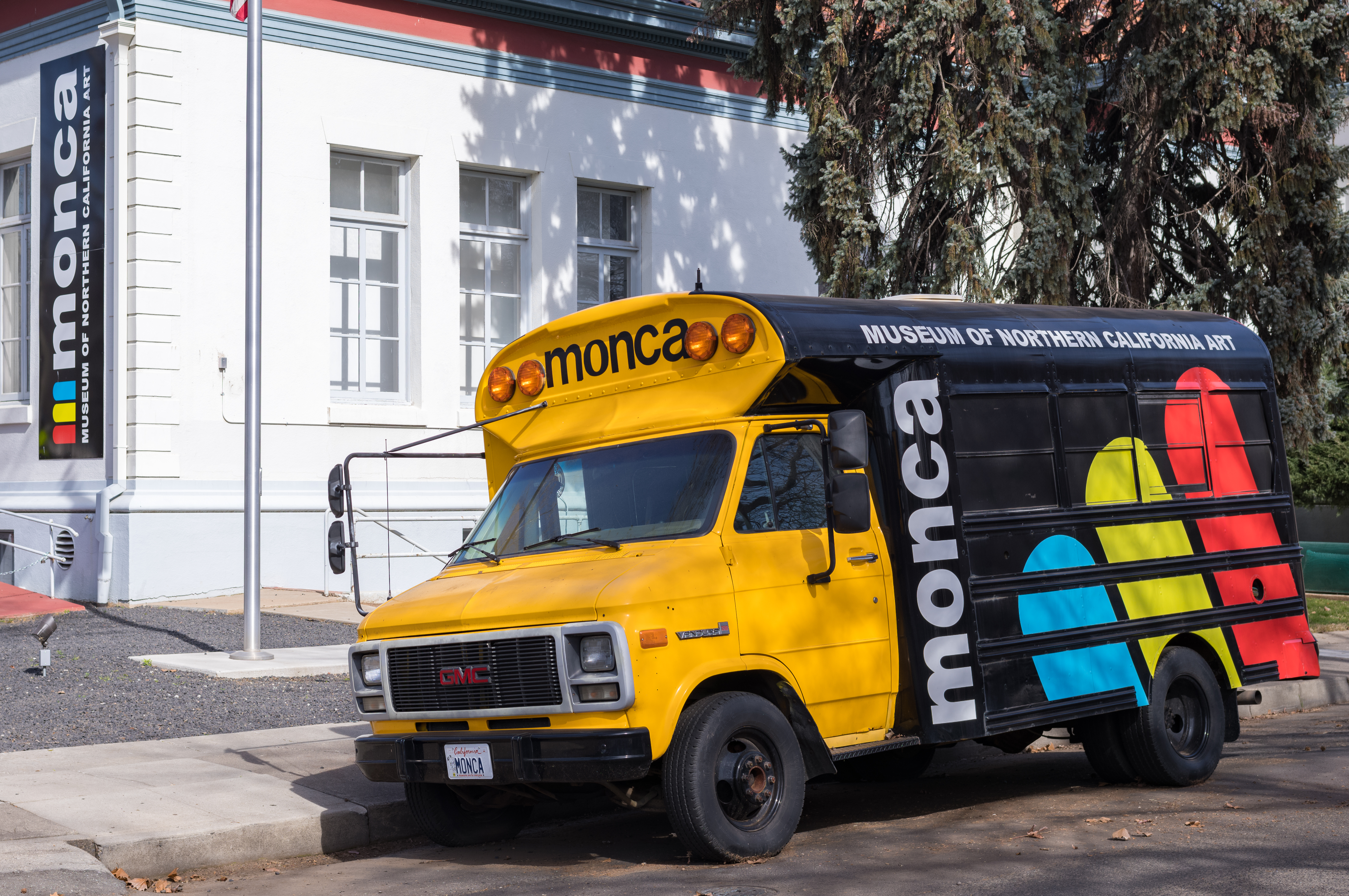
Ehemaliger Schulbus, der von 2011 bis 2017 als mobiles Museum diente

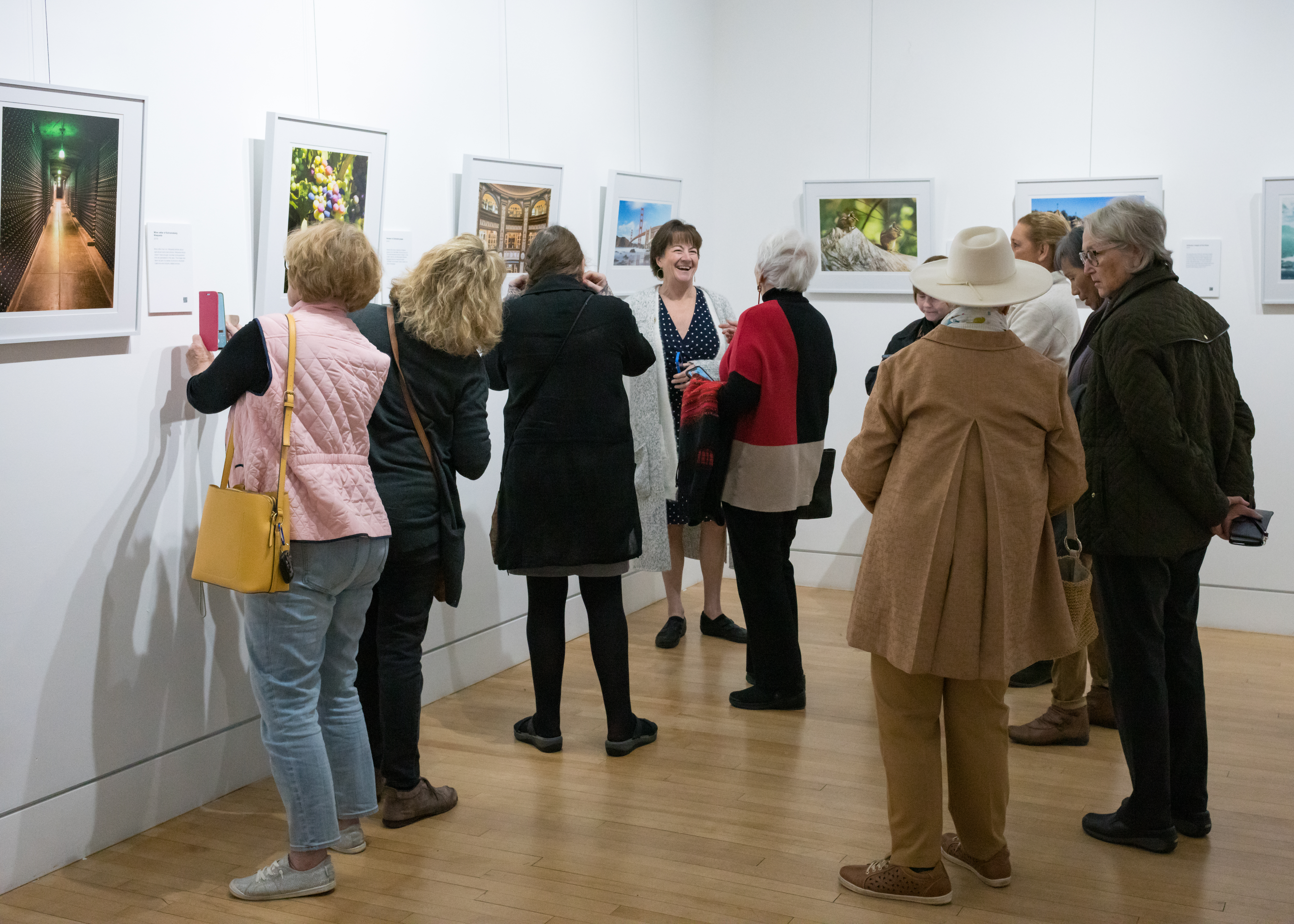
Eröffnung der Ausstellung „Northern California on Wikipedia“ am 24. März 2023

Die Anfänge des Museum of Northern California Art liegen im Jahr 2009, als es um die Frage ging, zu welchem Zweck die Veterans Memorial Hall, ein 1927 im Stile des Neoklassizismus zum Andenken an Veteranen errichtetes Gebäude in Chico, weiterverwendet werden sollte. Eine Gruppe von Bürgern sprach sich für die Verwendung als Kunstmuseum aus.
Zwei Jahre später wurde das Museum of Northern California Art gegründet und im Oktober 2011 erhielt die Organisation den Non-Profit-Status. Ungefähr zur selben Zeit stiftete Reed Applegate (1943–2022), ein lokaler Kunstsammler und Mäzen, dem Museum 175 Werke aus seiner privaten Sammlung nordkalifornischer Kunst. Applegates eigene geografische Festlegung bestimmt bis heute die Definition des Museums zum Begriff „Nordkalifornien“: von San José über die San Francisco Bay Area im Süden bis nach Sacramento und dann weiter bis zur Grenze nach Oregon im Norden und zur Grenze von Nevada im Osten (es gibt keine offizielle Definition, welche Fläche „Nordkalifornien“ geografisch genau umfasst, und es kursieren verschiedene Varianten).
Zwischen 2011 und dem Abschluss der Renovierung der Veterans Memorial Hall im Jahr 2017 veranstaltete das Museum of Northern California Art ein mobiles Museumsprogramm, in dem es mit einem umgebauten kleinen Schulbus Kunstexponate für die Öffentlichkeit zugänglich machte. Im Juli 2017 wurde die Ausstellungsfläche in der Veterans Memorial Hall schließlich eröffnet. Seither ist das Museum wöchentlich von Donnerstag bis Sonntag für Besucher geöffnet.
Im Februar 2023 kündigte das Museum an, seine anfängliche Ausstellungsfläche von rund 4000 Quadratfuß (372 m²) um einen großflächigen Veranstaltungsbereich im hinteren Bereich des Gebäudes, Ateliers und weitere Ausstellungsfläche auf insgesamt rund 9000 Quadratfuß (836 m²) zu erweitern.
Am 24. März 2023 wurde im Museum die weltweit erste Einzel-Museumsausstellung eines Wikipedia-Fotografen eröffnet.

## Sammlung
Die von Reed Applegate gespendete Sammlung von Kunstwerken enthält unter anderem Werke des Pop-Art-Künstlers Wayne Thiebaud (1920–2021), des Malers und Bildhauers Nathan Oliveira (1928–2010), des Malers Roland Petersen (1926–), des abstrakten Expressionisten Paul Wonner (1920–2008) sowie des Malers David Park (1911–1960), die alle dem Bay Area Figurative Movement aus der Mitte des 20. Jahrhunderts zugerechnet werden. Die ständige Sammlung des Museums umfasste im Jahr 2023 Werke von über 69 Künstlern in unterschiedlichen Medien, darunter Gemälde, Zeichnungen, Drucke, Skulpturen und Keramiken.